# Nicolas Dalayrac
Nicolas Dalayrac (tidigare de Alayrac), född 8 juni 1753, död 26 november 1809, var en fransk sångspelskompositör.

## Biografi
Dalyrac skrev en mängd "opéras comiques", operor med talad dialog, såsom L'Amant statue, Nina ou la Folle par amour, Azémia ou les Sauvages, Les Deux Petits Savoyards, Léon ou le Château de Monténéro och Gulistan ou le Hulla de Samarcande.
Dalayrac ägde en outtömlig uppfinningsförmåga och sinne för det "rörande" samt en för sin tid god teknik i ensemblenummer. Mest känd blev hans Les Deux Petits Savoyards (1789), som spelades flitigt i Stockholm under 1800-talets första år (De bägge savojarderna).
Under franska revolutionen ändrade han sitt namn från de Alayrac till Dalayrac.